# 위장군
위장군(衛將軍)은 전한 이후의 관직명. 군을 인솔하는 장군위의 하나이다.
《속한지》 백관지에 의하면 평시엔 공석으로 반란 발생시 임명되어 진압한다. 장군위로서는 대장군, 표기장군, 거기장군의  뒤를 잇는다.
하급 관리에게는 장사, 사마 (봉미 천석), 종사중랑(봉미 육백석)이 있다. 군사를 통솔하는 경우, 부·곡·둔이 설치된다. 부에는 교위(봉미 이천석), 군사마(봉미 천석)이 임명된다.부아래에 곡이 있어 군후(봉미 육백석)가 임명된다. 곡아래에는 둔이 있어 둔장(봉미 200석)이 놓여진다.
조위에서는 2품관이었다.
서진 이후 육엽이 위장군이 삼사(三司)와 동급으로 올릴것을 제안하면서 일품관이 되어 동진대까지 장군직의 필두가 되었다. 북조에서도 설치되었다.
당대에는 설치되지 않았다.

## 유명한 위장군
- 강유

## 같이 보기
- 거기장군
- 표기장군
- 부병제

## 참고 문헌
- 《속한지》(《후한서》) 백관지1